# Walid Soliman (football)
Pour les articles homonymes, voir Walid Soliman et Soliman.
Walid Soliman (arabe : وليد سليمان), communément appelé Walid, né le 1er décembre 1984, est un footballeur international égyptien.

## Carrière

### En club
Soliman est né dans le Minya. Il commence sa carrière dans le club de sa ville natale, Beni Mazar. En 2004, il est transféré à Haras El-Hedood. Il n'y joue d'abord qu'avec la réserve puis réussit progressivement à se faire une place en équipe première. Son équipe termine troisième lors du championnat égyptien 2004-2005.
En 2005 il est transféré à Gouna FC, qui alors évolue en deuxième division égyptienne. L'année suivante il rejoint Petrojet, où il se révèle. Il inscrit son premier but contre Tala'ea El Geish (victoire 3-2). Ses bonnes performances lui valent d'être appelé en sélection par Hassan Shehata. 
En janvier 2009, il est prêté à Ahli Djeddah, en Arabie saoudite, pour 500 000 dollars[réf. souhaitée]. Il inscrit son premier but lors de la victoire de son équipe 3-2 contre Al-Raed. Son équipe est 3e du championnat saoudien 2008-2009.
En juin 2010, il est transféré à ENPPI. Un an plus tard, Soliman signe à Al Ahly, le géant égyptien qui avait souhaité le recruter l'année précédente, et s'y installe comme titulaire. Il joue avec le club du Caire la Coupe du monde des clubs en 2012 et 2013.

### Carrière internationale
En août 2013, Soliman compte 19 sélections avec l'Égypte. Il est apparu pour la première fois lors des Jeux panarabes de 2007 ; il joue deux des quatre matchs lors du tournoi, face au Soudan et l'Arabie saoudite. L'Égypte a finalement remporté le championnat.

## Statistiques
| Club            | Division                                  | Saison   | Ligue  | Ligue | Coupe  | Coupe | Continental | Continental | Autre  | Autre | Total  | Total |
| Club            | Division                                  | Saison   | Matchs | Buts  | Matchs | Buts  | Matchs      | Buts        | Matchs | Buts  | Matchs | Buts  |
| --------------- | ----------------------------------------- | -------- | ------ | ----- | ------ | ----- | ----------- | ----------- | ------ | ----- | ------ | ----- |
| Haras El-Hedood | Championnat d'Égypte de football          | 2004–05  | 0      | 0     | 0      | 0     | 0           | 0           | 0      | 0     | 0      | 0     |
| Gouna FC        | D2 égyptienne                             | 2005-06  | 0      | 0     | 0      | 0     | 0           | 0           | 0      | 0     | 0      | 0     |
| Petrojet        | Championnat d'Égypte de football          | 2006–07  | 13     | 3     | 1      | 0     | 0           | 0           | 0      | 0     | 14     | 3     |
| Petrojet        | Championnat d'Égypte de football          | 2007–08  | 16     | 5     | 0      | 0     | 0           | 0           | 0      | 0     | 16     | 5     |
| Petrojet        | Championnat d'Égypte de football          | 2008–09  | 12     | 5     | 2      | 1     | 0           | 0           | 0      | 0     | 14     | 6     |
| Ahli Djeddah    | Championnat d'Arabie saoudite de football | 2008–09  | 4      | 1     | 1      | 0     | 0           | 0           | 1      | 0     | 6      | 1     |
| Petrojet        | Championnat d'Égypte de football          | 2009–10  | 23     | 4     | 0      | 0     | 3           | 1           | 0      | 0     | 26     | 5     |
| ENPPI           | Championnat d'Égypte de football          | 2010–11  | 26     | 4     | 1      | 0     | 0           | 0           | 0      | 0     | 27     | 4     |
| Al Ahly         | Championnat d'Égypte de football          | 2011–12  | 12     | 2     | 2      | 1     | 13          | 3           | 0      | 0     | 27     | 6     |
| Al Ahly         | Championnat d'Égypte de football          | 2012–13  | 4      | 3     | 0      | 0     | 3           | 1           | 4      | 0     | 11     | 4     |
| Total D1        | Total D1                                  | Total D1 | 110    | 27    | 7      | 2     | 19          | 5           | 5      | 0     | 141    | 34    |

| #   | date de           | Lieu                                       | Adversaire | Temps (min) | Résultat | Compétition  | buts           |
| --- | ----------------- | ------------------------------------------ | ---------- | ----------- | -------- | ------------ | -------------- |
| 01. | Décembre 16, 2010 | Khalifa International Stadium, Doha, Qatar | Qatar      | 74 min      | 1 - 2    | Match amical | A marqué 1 but |

| #   | date de           | Lieu                                           | Adversaire      | Temps (min) | Résultat | Compétition                                                      |
| --- | ----------------- | ---------------------------------------------- | --------------- | ----------- | -------- | ---------------------------------------------------------------- |
| 01. | Novembre 16, 2007 | Stade d'Ismaïlia, Ismaïlia, Égypte             | Soudan          | 90 min      | 5 - 0    | Jeux panarabes de 2007                                           |
| 02. | Novembre 25, 2007 | Stade international du Caire, Le Caire, Égypte | Arabie saoudite | 4 min       | 2 - 1    | Jeux panarabes de 2007                                           |
| 03. | Novembre 19, 2008 | Stade international du Caire, Le Caire, Égypte | Bénin           | 45 min      | 5 - 1    | Match amical                                                     |
| 04. | Janvier 23, 2009  | Stade international du Caire, Le Caire, Égypte | Kenya           | 45 min      | 1 - 0    | Match amical                                                     |
| 05. | Décembre 29, 2009 | Stade international du Caire, Le Caire, Égypte | Malawi          | 45 min      | 1 - 1    | Match amical                                                     |
| 06. | Septembre 5, 2010 | Stade international du Caire, Le Caire, Égypte | Sierra Leone    | 39 min      | 1 - 1    | Qualifications à la Coupe d'Afrique des nations de football 2012 |
| 07. | Octobre 10, 2010  | Stade Général Seyni Kountché, Niamey, Niger    | Niger           | 45 min      | 0 - 1    | Qualifications à la Coupe d'Afrique des nations de football 2012 |
| 08. | Novembre 17, 2010 | Stade international du Caire, Le Caire, Égypte | Australie       | 35 min      | 3 - 0    | Match amical                                                     |
| 09. | Décembre 16, 2010 | Khalifa International Stadium, Doha, Qatar     | Qatar           | 38 min      | 1 - 2    | Match amical                                                     |
| 10. | Janvier 5, 2011   | Stade Osman Ahmed Osman, Le Caire, Égypte      | Tanzanie        | 33 min      | 5 - 1    | 2011 Tournoi du Bassin du Nil                                    |
| 11. | Janvier 8, 2011   | Stade Osman Ahmed Osman, Le Caire, Égypte      | Ouganda         | 45 min      | 1 - 0    | 2011 Tournoi du Bassin du Nil                                    |
| 12. | Janvier 11, 2011  | Stade d'Ismaïlia, Ismaïlia, Égypte             | Burundi         | 35 min      | 3 - 0    | 2011 Tournoi du Bassin du Nil                                    |
| 13. | Janvier 14, 2011  | Stade Petro Sport, Le Caire, Égypte            | Kenya           | 27 min      | 5 - 1    | 2011 Tournoi du Bassin du Nil                                    |
| 14. | Janvier 17, 2011  | Military Academy Stadium, Le Caire, Égypte     | Ouganda         | 30 min      | 3 - 1    | 2011 Tournoi du Bassin du Nil                                    |
| 15. | Novembre 14, 2011 | Stade Ahmed bin Ali, Al Rayyan, Qatar          | Brésil          | 45 min      | 0 - 2    | Match amical                                                     |
| 16. | Mars 29, 2012     | Al Merreikh Stadium, Omdurman, Soudan          | Ouganda         | 55 min      | 2 - 1    | Match amical                                                     |
| 17. | avril 15, 2012    | Stade Al-Rashid, Dubaï, Émirats arabes unis    | Mauritanie      | 90 min      | 3 - 0    | Match amical                                                     |
| 18. | avril 17, 2012    | Stade Al-Maktoum, Dubaï, Émirats arabes unis   | Irak            | 17 min      | 0 - 0    | Match amical                                                     |
| 19. | juin 4, 2013      | Stade du 30 Juin, Le Caire, Égypte             | Botswana        | 45 min      | 1 - 1    | Match amical                                                     |

## Palmarès
Haras El-Hedood
- Championnat d'Égypte de football
  - 3e : 2004-2005

 PetroJet
- Championnat d'Égypte de football
  - 3e : 2008-2009
- Coupe d'Égypte de football
  - Demi-finale : 2008-09

 Ahli Djeddah
- Championnat d'Arabie saoudite de football
  - 3e : 2008-2009

 Al Ahly
- Supercoupe d'Égypte de football
  - Tournoi : 2012
- Ligue des champions de la CAF
  - Tournoi : 2011-12 et 2019-2020
- Supercoupe de la CAF
  - Tournoi : 2013
- Championnat d'Égypte
  - Champion en 2016, 2017, 2018, 2019, 2020.

 Égypte
- Jeux panarabes
  - Médaille d'or en Jeux panarabes de 2007

- Tournoi du Nil les pays du bassin
  - Médaille d'or en Tournoi du Bassin du Nil 2011